# Massimo Barone
Massimo Barone (Roma, 1942) è uno scrittore, saggista e drammaturgo italiano.

## Biografia
Ha pubblicato romanzi, racconti brevi e opere di saggistica. Negli anni ottanta ha scritto testi per il teatro (Li rido e me li vendo, Minoranza afona) messi in scena dalla compagnia "Del Tartufo" al Teatro La Scaletta e al teatro l'Orologio di Roma.
Collabora al supplemento letterario 'Via Po' di Conquiste del Lavoro diretto da Mauro Fabi con recensioni e saggi. Vive dividendosi tra Roma e l'isola d'Elba.
Dal 1976, Massimo Barone ha pubblicato quattro libri di narrativa, tra cui Il console Stendhal. In quest'ultimo romanzo, immagina le lettere scritte dal nuovo console di Civitavecchia a una dama romana, Clementina. Questo romanzo diviene una biografia possibile di Henri-Marie Beyle. Massimo Barone condivide con lo scrittore francese il senso dell'ironia e la passione per l'archeologia.
Nella raccolta Renault 4, scrittori a Roma prima della morte di Moro (pubblicata da Avagliano nel 2007, a cura di Carlo Bordini e Andrea di Consoli), Massimo Barone ha scritto il primo saggio, Scherzi della memoria. Si tratta di un'introduzione storica e politica sugli anni settanta.

## Opere
- Agricane, Marsilio editori, Roma, 1976.
- Amici di chiave, Fazi, Roma, 1998
- Parco Nemorense, Avagliano, Roma, 2005.
- Ritorni e Altre Storie, Ilisso, Roma, 2006.
- "Scherzi della memoria", in Renault 4, scrittori a Roma prima della morte di Moro, Avagliano, Roma, 2007.
- Il console Stendhal, Avagliano, Roma, 2008.